# Niccolò Leoniceno
Niccolò da Lonigo, detto Leoniceno, in latino Nicolaus Leonicenus (Lonigo o Arzignano, 1428 – Ferrara, 1524), è stato un medico, botanico e umanista italiano.

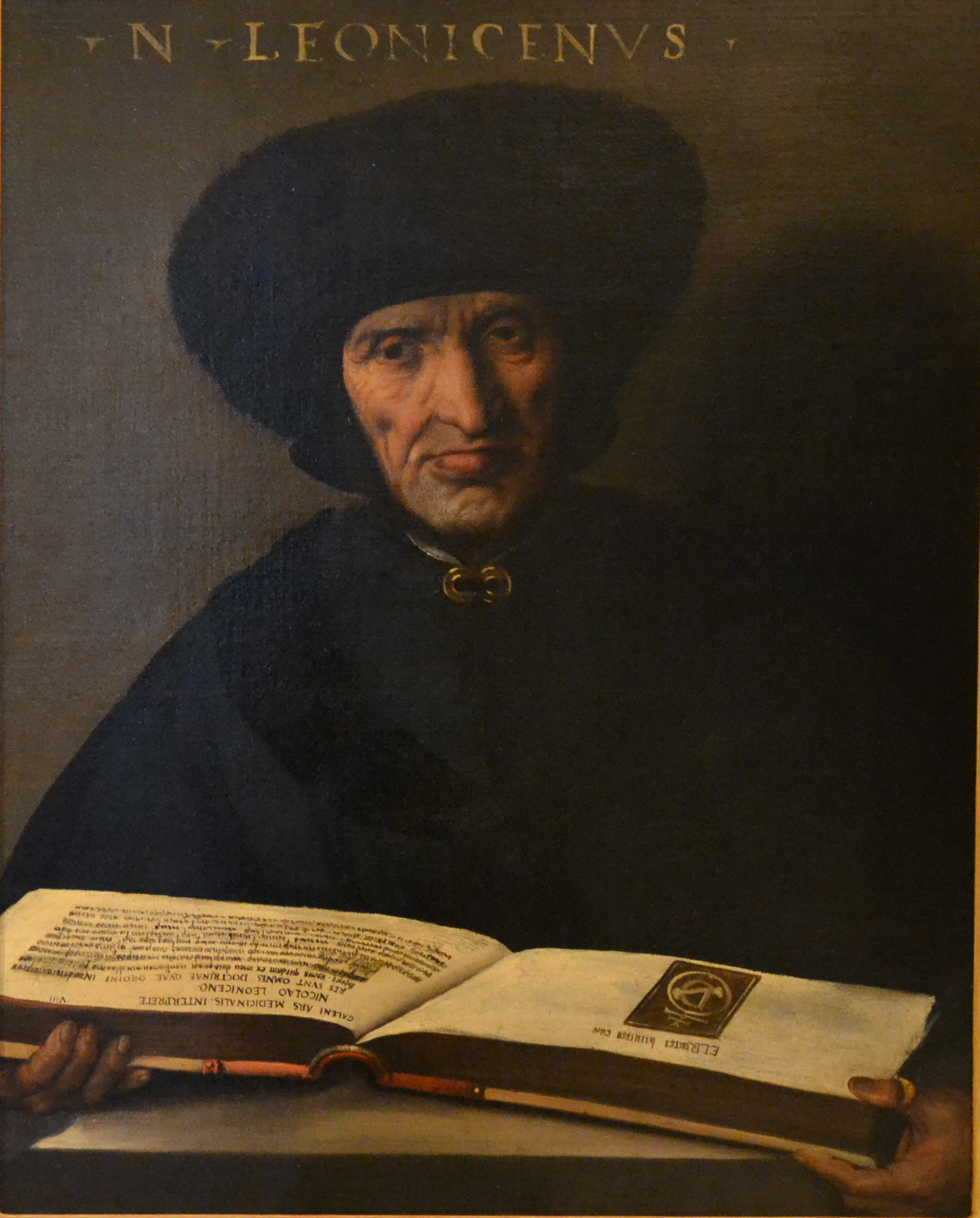
Ritratto di Nicolò Leoniceno Dossi, Dosso

Frontespizio del De Plinii, & plurium aliorum medicorum in medicina erroribus opus primum

Caposcuola della medicina umanistica che superò l'impostazione medievale, scrisse importanti trattati sulle malattie veneree, e in particolare sulla sifilide. La sua esperienza di studioso ha riguardato anche le scienze naturali, emendando per primo, non senza polemiche, la Naturalis historia di Plinio.

## Biografia
Discepolo di Ognibene Bonisoli, dal quale imparò il greco a Vicenza, trascorse parte della giovinezza a trovare rimedi per l'epilessia, di cui soffriva, riuscendo infine a sconfiggerla. E non a caso si laureò in arti e medicina, presso l'università di Padova, nel 1453, per poi dedicarsi all'insegnamento della stessa disciplina, unitamente alla filosofia naturale, e soprattutto, diversamente da altri medici, all'applicazione della filologia ai testi classici, latini e greci, mostrandovi un'erudizione che fu ammirata da Erasmo da Rotterdam.
Dal 1464 si trasferì a Ferrara, per risiedervi stabilmente, tranne che nel periodo fra il 1508 e il 1509, in cui fu a Bologna. Nell'ateneo ferrarese ebbe come discepoli, fra gli altri, Antonio Musa Brasavola, Giovanni Manardo, Pietro Bembo, Gian Giorgio Trissino e, secondo alcuni, anche Paracelso, che del resto sostenne di essersi laureato in medicina a Ferrara nel 1516.
Al 1492 risale il suo Plinii ac plurium aliorum (ampliato, nel 1509, in un'edizione curata dal suo ex allievo Ludovico Bonaccioli, noto per essere stato il ginecologo di Lucrezia Borgia): per la prima volta si cercava di emendare la Storia naturale, evidenziandone gli errori. Contro questo lavoro del Leoniceno, che formò le basi per nuovi approcci nel campo della botanica e che ricevette l'encomio (ma al tempo stesso alcune osservazioni critiche) dall'amico Poliziano, si scagliarano diversi eruditi dell'epoca, e in particolare Pandolfo Collenuccio, che non a caso, nel 1493, scrisse in risposta la Pliniana defensio.
Alla fine del Quattrocento, collaborò con Aldo Manuzio, che gli pubblicò nel 1497 il trattato De epidemia quam Itali morbum Gallicum vocant. Qui Leoniceno, attaccando l'impostazione di Avicenna, ipotizzava un'eziologia naturale della sifilide contrapposta alle tradizionali spiegazioni soprannaturali (demoni, streghe, castighi divini per la fornicazione), senza il ricorso alla teoria umorale di Ippocrate. È in questo contesto, peraltro, che s'inscrisse la cosiddetta disputa di Ferrara. Essa, coinvolgendo non solo - in generale - i due opposti schieramenti teorico-filosofici della medicina umanista da una parte e di quella arabo-islamica dall'altra, ma anche - nello specifico - le diverse interpretazioni che si diedero sull'origine dell'allora oscuro mal francese, per lo più attraverso una serie di pubblicazioni ad hoc (di cui si resero interpreti, oltre al Leoniceno, Corradino Gilino, Natale Montesauro, Sebastiano dall'Aquila e Antonio Scanaroli), risultò dirimente, tra XV e XVI secolo, per impostare un approccio scientifico della malattia.
Un'altra disputa che lo vide protagonista scaturì da alcuni emendamenti proposti alla traduzione che Teodoro Gaza aveva fatto sull'Historia animalium di Aristotele. In questo caso furono Carteromaco e Nicolò Zocca a protestare: i loro scritti, usciti tra il 1513 e il 1515, costrinsero il Leoniceno ad una serrata difesa della propria metodologia.
Con il Manuzio collaborò anche nella ricerca di codici che, una volta scoperti, si rivelarono fondamentali per la stesura della editio princeps delle opere di Aristotele (1495-1498) e di Galeno (1509-1524). Nel frattempo si era messo in evidenza anche con alcune dotte traduzioni di - tra gli altri - Appiano di Alessandria, Dione Cassio, Luciano, Procopio di Cesarea e Tolomeo. Al 1519 risale, invece, l'Antisophista, un trattato di stampo anti-sofista che, introdotto da una lettera del già citato Bonaccioli, fu particolarmente lodato da Paolo Giovio.
Amico di Ludovico Ariosto, che lo ricorda nell'Orlando furioso, il botanico Giovanni Antonio Scopoli gli dedicò, nel 1777, la specie tropicale Leonicenia (appartenente alla famiglia delle Melastomataceae).

## Bibliografia

Galeni Ars medicinalis Nicolao Leoniceno interprete, 1537

## Opere
- (LA) NIccolò Leoniceno, De Plinii, & plurium aliorum medicorum in medicina erroribus opus primum, [S. l.], [s. n.], 1509. URL consultato il 19 maggio 2015.